# Dee Bradley Baker
Dee-Bradley Coltin Baker (sinh ngày 31 tháng 8 năm 1962 tại Indiana) là một diễn viên chuyên lồng tiếng người Mỹ. Ông được biết đến với việc lồng tiếng lâu năm cho vai Squilliam Facyson cùng một vài nhân vật khác trong series phim hoạt hình nổi tiếng SpongeBob SquarePants. Ngoài ra, ông còn được biết đến với các vai lồng tiếng trong một số phim hoạt hình như Avatar: The Last Airbender, Codename: Kids Next Door, Phineas and Ferb, Adventure Time with Finn and Jake, American Dad!, Ben 10, Star Wars: The Clone Wars, cùng các trò chơi điện tử gồm Halo, Gears of War, Portal 2 và Left 4 Dead. Trong Phineas and Ferb, Baker là người lồng tiếng cho Thú mỏ vịt Perry, đồng thời tham gia với vai trò diễn viên bổ sung trong nhiều tập.

## Cuộc sống trước đây
Dee Bradley Baker được sinh ra tại tiểu bang Indiana và lớn lên ở thành phố Greeley, tiểu bang Colorado. Ông bắt đầu diễn xuất từ khi mới 9 tuổi và đã liên tục tham gia vào các vở nhạc kịch, opera, kịch, và hài kịch cho đến khi vào đại học.
Baker đã học về Triết học, Sinh học và Tiếng Đức, và tốt nghiệp Trường Đại học Colorado, tại Colorado Springs, Colorado. Ông đã từng làm diễn viên sân khấu, diễn viên hài kịch, và ca sĩ sau khi tốt nghiệp đại học, rồi đến Los Angeles, nơi mà ông bắt đầu sự nghiệp diễn viên lồng tiếng của mình.

## Các vai diễn

### Truyền hình
- Star Wars Rebels vai Captain Rex và vai Đô đốc Konstantine.
- Star Wars: The Clone Wars vai Captain Rex.
- Peacemaker vai Eagly

## Cước chú
1. ↑  "Dee Bradley Baker". tv.com. Bản gốc lưu trữ ngày 6 tháng 10 năm 2014. Truy cập ngày 22 tháng 6 năm 2013.